# Mîkîtî, Brodî
Mîkîtî (în ucraineană Микити) este un sat în comuna Nakvașa din raionul Brodî, regiunea Liov, Ucraina.

## Demografie
Componența lingvistică a localității Mîkîtî
     Ucraineană (99,24%)
     Alte limbi (0,51%)
Conform recensământului din 2001, majoritatea populației localității Mîkîtî era vorbitoare de ucraineană (99,24%), existând în minoritate și vorbitori de alte limbi.